# Anna Klejzerowicz
Anna Klejzerowicz (ur. w Gdańsku) – polska pisarka, publicystka i fotograf.

## Życiorys
Gdańszczanka. Absolwentka Uniwersytetu Gdańskiego (mgr resocjalizacji). Przez wiele lat współpracowała z Teatrem Atelier im. Agnieszki Osieckiej w Sopocie jako fotograf i redaktor publikacji teatralnych. Autorka powieści kryminalnych i obyczajowych oraz opowiadań grozy.

## Twórczość

### Zbiór opowiadań
- Złodziej dusz. Opowieści niesamowite[1] (Maszoperia Literacka, grudzień 2009)

### Powieści kryminalne
- Sąd ostateczny (Wydawnictwo Dolnośląskie, styczeń 2010)
- Ostatnią kartą jest Śmierć (Oficynka, wrzesień 2010)
- Cień gejszy (Replika, marzec 2011)
- List z powstania (Filia, styczeń 2014)
- Ostatnią kartą jest Śmierć (Oficynka, maj 2014)
- Sąd ostateczny (Replika, maj 2014)
- Cień gejszy (Replika, wrzesień 2014)
- Medalion z bursztynem[2] (Filia, marzec 2015; Replika, sierpień 2020)
- Dom Naszej Pani (Replika, listopad 2015)
- Zaginione miasto (Replika, sierpień 2016)
- Królowa śniegu (Filia, luty 2017)
- Księga Wysp Ostatnich[3] (Replika, listopad 2017)
- List z powstania (2014)[4] (Replika, 2018)[5]
- Ogród świateł[6] (Edipresse, listopad 2018)
- Pamiętaj o śmierci[7] (Replika, marzec 2019)
- Osiedle odmieńców (Edipresse, lipiec 2020; audiobook, ebook)
- Nagrobek (Edipresse, wrzesień 2020; audiobook, ebook)

#### Seria Mistrzynie polskich kryminałów (Edipresse)
- Królowa śniegu (2017)[8]
- Sąd ostateczny (2010)[9]
- Cień gejszy (2011)[10]
- Dom Naszej Pani (2015)[11]
- Zaginione miasto (2016)[12]

### Powieści obyczajowe
- Czarownica[13] (Prószyński i S-ka, kwiecień 2012; Replika, styczeń 2021)
- Córka czarownicy[14] (Prószyński i S-ka, sierpień 2013)
- Sekret czarownicy[15] (Prószyński i S-ka, wrzesień 2014)

### Opowiadania w antologiach
- Narracje. 6 opowiadań o Gdańsku (Biuro Gdańsk i Metropolia, 2011)
- Zatrute pióra (Replika, 2012)
- 13 ran (Replika, 2012)
- Wszystkie barwy roku (Replika, 2018)
- Mroczne dziedzictwo (Dom Horroru, 2018)